# Калиник II Константинополски
Калиник II Константинополски (на гръцки: Καλλίνικος Β΄ Κωνσταντινουπόλεως) е вселенски патриарх на 3 пъти (1688; 1689 – 1693; 1694 – 1702).

## Биография
Роден и израсъл в Кастания, Аграфа, той е ученик на изтъкнатия учен Евгений Етолийски (1595 – 1682). Става духовник и е избран за митрополит Бурса. Избран е за вселенски патриарх на 3 март 1688 г. с широката подкрепа на йерарсите и светските спомоществователи, доминирана от големия костурски търговец Манолакис Касторианос.
Първият патриархат на Калиник е от 3 март 1688 година до 27 ноември същата година. Неофит IV Константинополски за кратко поема вселенския престол, но през март-април 1689 година Калиник успява да си върне трона.
Калиник е свален през 1693 г. и заменен от протежето на Константин Бранковяну – Дионисий IV Муселимис. На следващата година Калиник успява да си върне престола и остава вселенски патриарх до смъртта си на 8 август 1702 година или до края на управлението на великия везир Хюсеин паша Кьопрюлю.
Калиник е активен патриарх и се справя блестящо с управлението на църквата. Проявява интерес към образованието, реорганизира патриаршеската Велика народна школа, държейки антикатолически курс.
Умира на 8 август 1702 година и е погребан в манастира „Света Богородица Камариотиса“ на остров Халки.